# Nói lắp
Nói lắp hay cà lăm là một chứng tật về khả năng nói khá phổ thông. Người mắc tật này mặc dù biết rõ mình muốn nói câu gì nhưng khi phát âm thường phải lặp lại các âm nhiều lần hay kéo dài một âm lâu trước khi phát ra tiếng kế tiếp. Hiện tượng nói lắp thường hay gặp phải đối với những người nói nhanh hay bị vấp và có thể sửa được khi còn nhỏ.
Nói lắp có nhiều dạng - có thể xảy ra cùng lúc trong một câu:
1. Ngập ngừng im lặng hồi lâu trước khi bắt đầu câu nói
2. Câu nói bị đứt quãng nhiều lần ("Tôi... tên... là Nguyễn Văn.... X")
3. Lặp lại một chữ nhiều lần ("Tôi tên-tên-tên-tên là Nguyễn Văn-Văn X"
4. Kéo dài một âm lâu như để chờ chuẩn bị âm kế tiếp ("Tôi tê-ê-ê-ê-ê-ê-ên là Nguyễn Văn X")
5. Xảy ra cùng lúc ("........ Tô-ô-ô-ô-ô-ô-ôi.... tê-ê-ê-ê-ê-ê-ê-ên..... là-là-là-là-là-là.... Nguyễ-ễ-ễ-ễn.... Văn-Văn-Văn-Văn.... X-X-X...")

Ở một số người, nói lắp đi kèm theo những động tác tự động như ngoẹo cổ, liếm môi, chắt lưỡi, dậm chân hay chớp mắt liên tục.
Trẻ em khi mới bắt đầu học nói có thể nói "lúng búng" vì không kịp nghĩ ra từ ngữ thích hợp - hiện tượng này không phải là nói lắp như định nghĩa.

## Dịch tễ học
- Tuổi bắt đầu từ 2-5[cần dẫn nguồn]
- Xảy ra trong mọi ngôn ngữ, tầng lớp xã hội và chủng tộc nhưng có thể  do di truyền.
Trẻ em nói lắp thường có cha hay mẹ cũng nói lắp (ngay cả trường hợp cha mẹ chỉ nói lắp khi còn bé)[cần dẫn nguồn]
- 5% trẻ em bị tật nói lắp nhưng chỉ 1% tiếp tục nói lắp khi lớn lên[cần dẫn nguồn].
- Số nam bị nói lắp gấp 3 lần nữ[cần dẫn nguồn]

Một số trẻ lắp có thể sẽ tránh nói và bị đoán nhầm là mắc chứng câm.
Nói lắp không có liên hệ đến phát triển tính thông minh. Tuy vậy nhiều trẻ nói lắp bị la rầy, chê cười hay bêu riếu sẽ có những triệu chứng tâm thần như mắc cỡ, né sợ, lơ đãng, hoặc trở nên khó chịu, thô bạo, giận dữ, v.v....
Người nói lắp thường không bị lắp khi nói thầm hay khi hát.

## Những yếu tố quan hệ
Trẻ em bị tật nói lắp sẽ nói lắp hơn khi bị lo sợ, căng thẳng như khi phải phát biểu trước cả lớp hay chỗ lạ, khi giận tức, khi bị thúc hối, hay đang tranh cãi với người khác. Đôi khi trẻ muốn nói điều gì với cô giáo nhưng không tranh nói kịp bè bạn sẽ lắp bắp nhiều hơn - kết quả nhiều trẻ sẽ "bỏ cuộc", trở nên ít nói và từ đó bị thua thiệt trong lớp.
Phần lớn (65%) trẻ nói lắp sẽ từ từ biết nói chậm lại và khi có đủ tự tin sẽ dần dần bớt bị lắp. Nhưng nếu 12 tháng sau khi bắt đầu nói lắp mà vẫn không bớt thì cha mẹ nên cho đi bác sĩ để trị chữa vì nếu bị lâu như vậy tật sẽ không thuyên giảm. Nếu không chữa sớm (trước 5 tuổi - tốt nhất là độ 2 tuổi rưỡi), trẻ sẽ tìm cách tự giải quyết bằng những phương cách không đúng (như dùng chữ tương tự, đồng nghĩa, nói quá chậm, dùng sai chữ, dùng chữ tổng quát như "cái ấy", "gì gì đó") và quen tật này luôn và sẽ rất khó sửa chữa.

## Nguyên nhân
Tuy đã có nhiều nghiên cứu về chứng tật nói lắp, chưa có nghiên cứu nào thực sự chứng minh hay giải thích được nguyên nhân của chứng này. Một số khái niệm về nguyên nhân của nói lắp được đưa ra như sau:
- Trong thời kỳ phát triển: Khi trẻ em bắt đầu nói sẽ lắp bắp tìm chữ và thường tự thúc hối nói cho nhanh những gì mình đang nghĩ ra mà chữ thì không có sẵn. Hiện tượng này thường tự biến giải khi trẻ lớn đủ. Trong những trường hợp nói lắp kéo dài sau 12 tháng, có thể là do sự phát triển không bình thường của não bộ. Gần đây có nhiều nghiên cứu liên hệ tật nói lắp với người nam thuận tay trái [2].
- Thần kinh hệ: Nói lắp có thể do một khúc mắc nào đó giữa trung tâm ngôn ngữ trong não bộ và hệ cơ của môi lưỡi và hộp phát âm. Do đó có sự trục trặc điều hành sắp xếp câu cú[cần dẫn nguồn]. Người lớn tuổi bị tai biến mạch máu não có thể bị nói lắp[cần dẫn nguồn].
- Rất ít trường hợp là do tật nói quá nhanh, suy nghĩ chậm, logic kém hay tâm thần bấn loạn.[3]

## Chữa trị
Tuy hiện nay chưa có cách trị dứt tật cà lăm, chuyên viên y tế về giọng nói (tiếng Anh: Speech Pathologist) có nhiều cách chẩn đoán và giúp trẻ em tập nói cho câu cú trôi chảy hơn.
Chú ý: Khoảng cuối thập niên 60 có giả thuyết cho rằng nói lắp là do tâm lý khúc mắc gây nên. Theo những bác sĩ này thì nếu trẻ bị làm nhục nhã xấu hổ quá độ sẽ tự động sửa chữa mà hết nói lắp . Đây là giả thuyết hoàn toàn không có căn cớ và nên tránh vì sẽ không có hiệu quả mà chỉ gây tổn thương tinh thần và tâm lý trẻ em.
Cha mẹ nên:
1. Tạo hoàn cảnh thư giãn trong gia đình để trẻ không có cảm tưởng bị hối thúc khi muốn nói điều gì
2. Nói chuyện với trẻ chậm rãi. Trẻ sẽ học cách nói này và dễ tìm ra từ ngữ trước khi phát âm
3. Tránh nói giùm cho hết câu - kiên nhẫn chờ cho trẻ tìm ra chữ và khen ngợi sau đó
4. Tránh đòi hỏi trẻ "biểu diễn nói" với người khác.
5. Tránh làm trẻ bị xấu hổ
6. Tránh la rầy hay chê cười
7. Chịu khó chăm chú nghe trẻ nói
8. Nếu trẻ bị lắp nên bàn thật lòng về vấn đề - đừng tránh né sự thật.

## Những người nổi tiếng
Nhiều người bị nói lắp nhưng tập được khả năng chuyển cách phát câu thành một hình thức "phát biểu" hay "biểu diễn giọng" để cho câu trôi chảy. Những nhân vật nổi tiếng sau đây là những ngươì bị lắp nhưng có thể nói luông tuồng trước công chúng hay máy quay phim mà không bị vấp váp: tổng thống thứ 46 của Hoa Kỳ Joe Biden, thủ tướng Anh Winston Churchill, tài tử Marilyn Monroe, tài tử James Earl Jones, tài tử Bruce Willis, tài tử Jimmy Stewart, ca sĩ Carly Simon, ca sĩ Mel Tillis.